# Јешково
Јешково (алб. Jeshkovë) је насељено место у општини Призрен, на Косову и Метохији. Према попису становништва из 2011. у насељу је живело 434 становника.

## Становништво
Према попису из 2011. године, Јешково има следећи етнички састав становништва:
| Националност | 2011.        |
| Албанци      | 434 (100,0%) |
| Укупно       | 434          |

| Демографија | Демографија | Демографија |
| Година      | Становника  | Становника  |
| ----------- | ----------- | ----------- |
| 1948.       | 185         |             |
| 1953.       | 202         |             |
| 1961.       | 255         |             |
| 1971.       | 347         |             |
| 1981.       | 398         |             |
| 1991.       | 405         |             |
| 2011.       | 434         |             |